# TMN
Telecommunication Management Network, TMN (Система управления сетями операторов электросвязи) — концепция, разработанная и утверждённая Международным союзом электросвязи, определяет принципы создания единой системы управления для сетей разных уровней и масштабов, предоставляющих различные типы услуг. Возможность применения такой системы управления связана с отсутствием жёсткой привязки TMN к какой-либо транспортной системе и особенностям конкретной сети. Вся необходимая для управления информация располагается в единой базе данных, которая может изменяться и пополняться описаниями новых объектов управления, а весь обмен служебными данными TMN может осуществляться с использованием существующей транспортной системы управляемой сети.
Основная идея концепции TMN — обеспечение сетевой структуры для взаимодействия различных типов управляющих устройств и телекоммуникационного оборудования, использующих стандартные протоколы и стеки.
В соответствии с концепцией TMN процесс управления сетью включает в себя следующие функции управления:
1. управление процессом устранения отказов (Fault Management, FM);
2. управление конфигурацией сети (Configuration Management, CM);
3. управление расчётами с пользователями и поставщиками услуг (Accounting Management, AM);
4. контроль производительности сети (Performance Management, PM);
5. обеспечение безопасности работы сети (Security Management, SM).

Следует отметить, что концепция TMN, объединив в себе все функции существующих систем управления, добавила к ним высокоуровневый сервис, универсальность и динамичность.
Например, широко распространённые в настоящее время системы сетевого управления, работающие на базе протокола SNMP (Simple Network Management Protocol), являются сильно упрощёнными с «точки зрения» TMN. Протокол SNMP обеспечивает, прежде всего, мониторинг сети и сбор статистических данных, т. е. реализует функцию Fault Management. Другие функции, такие как Performance и Configuration Management, в стандартных реализациях SNMP, как правило, отсутствуют. Это связано с тем, что, несмотря на введение дополнительных средств обеспечения безопасности в SNMPv2, вопрос о защищённости системы от попыток "взлома" остаётся открытым, прежде всего из-за примитивности протокола SNMP и его жёсткой привязки к транспортным службам. Практически любой в меру грамотный хакер, подключившись к сети, на которой реализована функция Configuration Management, и имея простейший программный пакет SNMP, может менять конфигурацию и операционное состояние сетевых узлов. Чтобы избежать этого, производители оборудования создают собственные SNMP-подобные протоколы для реализации функций Performance и Configuration Management и, тем самым, уходят от стандартных решений. Вследствие этого, системы управления перестают быть простыми, стандартными и общими в использовании средствами для управления сетями электросвязи. Более того, продолжающие возрастать сложность и комплексность базирующихся на SNMP систем управления такими сетями, как ATM, сближает их с системами управления, построенными по принципам TMN.
TMN как концепция управления сетью подразумевает, прежде всего, ряд профилактических работ, направленных на поддержание сети в работоспособном состоянии. Эти работы выполняются с помощью так называемой системы эксплуатации и технического обслуживания сети (Operation, Administration and Maintenance, OA&M).